# Sweet Dreams (Are Made of This)
Sweet Dreams (Are Made of This) è un singolo del gruppo musicale britannico Eurythmics scritto da David A. Stewart ed Annie Lennox estratto dall'album omonimo.

## Descrizione
La canzone ha consacrato il gruppo alla loro ascesa nel successo commerciale. Il singolare video musicale ha aiutato la canzone a raggiungere la numero due nella classifica dei singoli nel Regno Unito e la numero uno nella Billboard Hot 100 nel 1983. Fu il quarto singolo estratto dall'album Sweet Dreams nel Regno Unito e il primo singolo distribuito dagli Eurythmics negli Stati Uniti.
Sweet Dreams (Are Made of This) è forse la canzone marchio degli Eurythmics ed è la loro unica canzone che ha raggiunto la cima delle classifiche negli Stati Uniti. Dopo il gran successo, il loro singolo precedente, Love Is a Stranger, fu ridistribuito e divenne anch'esso una hit mondiale. Nella lista delle 500 migliori canzoni della rivista Rolling Stone del 2003, Sweet Dreams (Are Made of This) è stata posizionata alla numero 356, come unica canzone del gruppo nella lista.
Gli Eurythmics eseguono regolarmente la canzone dal vivo in tutti i loro concerti dal 1982.

## Video musicale
Il video musicale di Sweet Dreams è stato diretto da Chris Ashbrook e girato nel gennaio del 1983, poco prima che il singolo e l'album fossero pubblicati. Il video ha ricevuto un airplay pesante sul canale MTV, allora neonata, ed è considerata una clip classica di quell'epoca.
Suggestiva è l'immagine androgina di Lennox che, con i capelli arancioni, vestita con un completo da uomo e con in mano un bastone, si è subito fatta notare. La sua immagine androgina e mutevole sarà ulteriormente esplorata in altri video degli Eurythmics come Love Is a Stranger e Who's That Girl?
C'è anche un video musicale alternativo con il duo su un treno.

## Tracce
Singolo 7"
1. Sweet Dreams (Are Made of This)
2. I Could Give You a Mirror (Alternate Version)

Singolo 12"
1. Sweet Dreams (Are Made of This) (Extended Version)
2. I Could Give You a Mirror (Alternate Version)
3. Baby's Gone Blue

## Formazione
- Annie Lennox - voce, sintetizzatore
- Dave Stewart - sintetizzatore, batteria elettronica
- Robert Crash - batteria elettronica, sintetizzatore
- Adam Williams - sintetizzatore
- Reynard Falconer - sintetizzatore

## Classifiche

### Classifiche settimanali
| Classifica (1983)             | Posizione massima |
| ----------------------------- | ----------------- |
| Australia                     | 6                 |
| Austria                       | 9                 |
| Belgio (Fiandre)              | 3                 |
| Canada                        | 1                 |
| Finlandia                     | 6                 |
| Francia                       | 1                 |
| Germania                      | 4                 |
| Irlanda                       | 2                 |
| Nuova Zelanda                 | 2                 |
| Paesi Bassi                   | 10                |
| Regno Unito                   | 2                 |
| Spagna                        | 3                 |
| Stati Uniti                   | 1                 |
| Stati Uniti (dance club)      | 2                 |
| Stati Uniti (mainstream rock) | 16                |
| Sudafrica                     | 5                 |
| Svizzera                      | 8                 |

### Classifiche di fine anno
| Classifica (1983) | Posizione |
| ----------------- | --------- |
| Australia         | 41        |
| Canada            | 7         |
| Francia           | 15        |
| Germania          | 21        |
| Nuova Zelanda     | 15        |
| Regno Unito       | 11        |
| Stati Uniti       | 10        |
| Classifica (2024) | Posizione |
| Francia           | 162       |

## Cover
- Nel 1995 il brano fu reinterpretato dai Marilyn Manson, per il loro album Smells Like Children.

- Ne esiste una versione eseguita da Joy Fleming.

- Neja ne ha fatto una versione acustica.

- Blue Star, ex-alias del dj belga Nikoël, ha realizzato un remix del brano originale in chiave house.

- Anche Nas cita la canzone degli Eurythmics nel suo pezzo Street Dreams.

- Nell'album Blackout di Britney Spears, la canzone Everybody è un campionamento di Sweet Dreams.

- L'attrice Emily Browning si è cimentata in un'ulteriore riarrangiamento della canzone Sweet Dreams (Are Made of This) prestando la propria voce per incidere il pezzo da designare come colonna sonora del film del 2011 Sucker Punch, diretto da Zack Snyder, di cui è protagonista.

- In Italia la cantante Giorgia nel 2018 ha inciso una cover del pezzo nel suo album Pop Heart.

- Nel 2020 Achille Lauro ha inciso una cover del pezzo nel suo album 1990 in duetto con Annalisa. Nel 2024 Annalisa ha interpretato il brano, assieme a La Rappresentante di Lista e il Piccolo Coro Artemìa, nella serata cover del Festival di Sanremo 2024. Sempre nel 2024 il tema musicale di Sweet Dreams è usato come introduzione al pezzo Discoteca di Bianca Atzei.

## Cover di Marilyn Manson
Sweet Dreams (Are Made of This) è la cover dei Marilyn Manson del brano, ed è il primo ed unico singolo estratto dal loro disco di remix, Smells Like Children. Datata 1995, è la canzone che consacrò il gruppo nel mondo del rock mondiale mainstream, grazie alla rotazione continua del videoclip su MTV. È anche l'unica canzone di quest'album presente anche sul loro primo greatest hits, Lest We Forget, uscito nel 2004.
Il brano è incluso, tra gli altri, nelle colonne sonore dei film Il mistero della casa sulla collina del 1999, Enron: The Smartest Guys in the Room del 2005, Gamer del 2009 e Perfect Day del 2015. Nell'autobiografia di Manson, La mia lunga strada dall'inferno, Manson stesso racconta che l'etichetta Nothing Records non voleva realizzare un singolo per questo brano, optando invece per la cover del brano di Screamin' Jay Hawkins I Put a Spell on You il quale, a detta di Manson, era "troppo dark, confusionario ed esoterico, anche secondo alcuni dei nostri fan". Manson ha aggiunto nella sua versione alcuni versi che non erano presenti nell'originale firmato Eurythmics: ""I wanna use you and abuse you/I wanna know what's inside you" ("Voglio usarti e abusare di te/Voglio sapere cosa c'è dentro di te").
Il videoclip della canzone contiene immagini di Manson e della sua band in un istituto psichiatrico fatiscente. Sono presenti intermezzi, che mostrano Manson con eccentrici costumi; mentre vaga in una strada abbandonata indossando un tutù e interamente coperto di grasso, con un cappello da cowboy, intento a cavalcare un maiale.
Sia la versione originale degli Eurythmics che quella dei Marilyn Manson furono utilizzate come colonna sonora per il film TV Sweet Dreams, un thriller del 1996 prodotto dalla rete americana NBC. Britney Spears ha inserito tra gli interludi questa versione di Sweet Dreams nelle date del suo The Circus Starring: Britney Spears del 2009.
La base di questa cover è stata in seguito riutilizzata dal rapper veronese Jamil Baida per Sweet Dreams da Black Book Mixtape.
In seguito, sempre dal veronese, è stata riadattata e usata in Sweet Dreams II (da Black Book 2) e Sweet Dreams III

### Tracce
CD singolo Australia
1. Sweet Dreams (Are Made of This) - 4:25
2. Dance of the Dope Hats (Remix) - 4:46
3. Down in the Park - 4:58
4. Lunchbox (Next Motherfucker) - 4:47

CD singolo promozionale USA
1. Sweet Dreams (Are Made of This) - 4:25